# Wśród kąkolu
Wśród kąkolu – polska powieść autorstwa Walerii Marrené-Morzkowskiej. Uznawana za najstarszą powieść poświęconą Łodzi.

## Historia
Powieść ukazywała się w odcinkach w „Biesiadzie Literackiej” od 4 lipca do 26 grudnia 1890, były to numery 27-52. Utwór przeszedł właściwie bez echa i nigdy też za życia autorki nie ukazał się w całości drukiem.
Powodami napisania przez autorkę powieści o Łodzi były prawdopodobnie jej związki z adwokatem, publicystą i redaktorem „Dziennika Łódzkiego” Henrykiem Elzenbergiem. Ten walcząc o spolonizowanie Łodzi, poprosił Elizę Orzeszkową, a możliwe, że również Marrené-Morzkowską o stworzenie utworu dotyczącego miasta. Finalna publikacja w innej gazecie wynikała najprawdopodobniej z konfliktu pomiędzy autorką a redaktorem. Elzemberg postrzegał powieść jako jeden ze sposobów na asymilację łódzkich Żydów, natomiast Marrené-Morzkowska wyraźnie atakowała w niej środowiska niemieckie, z którego m.in. wywodzili się mecenasi „Dziennika Łódzkiego”.